# Saint-Eusèbe-en-Champsaur
Saint-Eusèbe-en-Champsaur är en kommun i departementet Hautes-Alpes i regionen Provence-Alpes-Côte d'Azur i sydöstra Frankrike. Kommunen ligger  i kantonen Saint-Bonnet-en-Champsaur som ligger i arrondissementet Gap. År 2015 hade Saint-Eusèbe-en-Champsaur 150 invånare.

## Befolkningsutveckling
Antalet invånare i kommunen Saint-Eusèbe-en-Champsaur
Referens:INSEE